# Founex
Founex es una comuna suiza del cantón de Vaud, situada en el distrito de Nyon a orillas del lago Lemán. Limita al norte con la comuna de Bogis-Bossey, al noreste con Céligny (GE), al este con Chens-sur-Léman (FR-74), al sur con Coppet y Commugny, y al oeste con Chavannes-des-Bois.
La comuna hizo parte hasta el 31 de diciembre de 2007 del círculo de Coppet.
La Capilla Católica Saint Robert de Molesmes se encuentra entre el lago y la carretera suiza. Este edificio fue construido en 1898-1899 en un terreno donado por la baronesa Double de Saint Lambert. Fue inaugurado y bendecido el 3 de agosto de 1899 por Monseñor Déruaz. El 8 de mayo de 1925 Monseñor Besson la instituyó como parroquia.